# Metacantharis balconograeca
Metacantharis balconograeca es una especie de coleópteros de la familia Cantharidae.

## Distribución geográfica
Habita en los territorios que antes se llamaban Yugoslavia.